# 阿卡齐尔
阿卡齊尔（Akatziroi）是匈人中一個部落，他们的王叫卡拉達齊，其統治直至阿提拉时代。出现在罗马史學家普利斯庫斯的史書中。卡拉達齊死后，由阿提拉的次子鄧吉西克继位。
有人认为他们是早期可萨人，是可萨汗国中武士贵族。